# Гусарский район
Гусарский район (ранее Кусарский район; азерб. Qusar rayonu, лезг. Кцӏар район) — район на севере Азербайджана, единственный район в Азербайджане, населённый преимущественно лезгинами. Административный центр — город Гусар.

## Этимология
Местность первоначально называлась «Ксар», позже «КцIар». Согласно Краткому Оксфордскому словарю мировых топонимов это слово буквально означает «мужчина» и происходит от лезгинского «кас».

## История

### Кавказская война
В 1837—1839 годах на территории Кубинской провинции и юге Дагестана произошли восстания под предводительством имама Хаджи-Мухаммада Хулугского и абрека Ярали Хильского. Главной причиной восстаний было интенсивное вытеснение лезгинского населения из Кубы, Кусары и Худата. Отобранные земли отдавались русским переселенцам и под военные гарнизоны. В восстании участвовали все сихилы современного Гусарского района. Всего восставших насчитывалось около 12 000 человек. Также участвовали примыкающие к провинции лезгинские сихилы из Южного Дагестана. К 1839 году все очаги сопротивления повстанцев были подавлены.

### Образование района
Район образован 8 августа 1930 года под названием Гильский район с центром в селе Хиль. В 1934 году центр района был перенесен в Кусары. В 1938 году район переименован в Кусарский район. 8 октября 1943 года 2 сельсовета Кусарского района были переданы в новый Худатский район.
4 декабря 1959 года к Кусарскому району был присоединён Ширвановский сельсовет упразднённого Худатского района.

## География
Район граничит на востоке с Хачмазским, на юге с Губинским, на западе с Габалинскими районами республики, на севере с Магарамкентским и на северо-западе с Докузпаринским районами Дагестана (РФ). Расстояние до Баку — 180 км.

Знак на въезде в район (из Худата)

Гусарский район занимает северо-восточный уклон Главного Кавказского хребта. Расположен между 41°11' — 41°45' северной широты и 47°52' — 48°41' восточной долготы. Большую часть района занимают горы, среди которых вершины Шахдаг, Ерыдаг и Базардюзю. Территория района занимает северо-восточную часть Азербайджана. Ещё в древности территория района занимала выгодное положение на стыке важнейших торговых путей. Большинство источников, в частности российских, относят Азербайджан целиком к Азии. Однако, некоторые западные источники, полагающие границей Европа-Азия Большой Кавказ, относят Азербайджан частично или полностью к Европе. При таком варианте границы Гусарского района, располагающиеся севернее этого хребта, входят в состав европейской части Азербайджана.

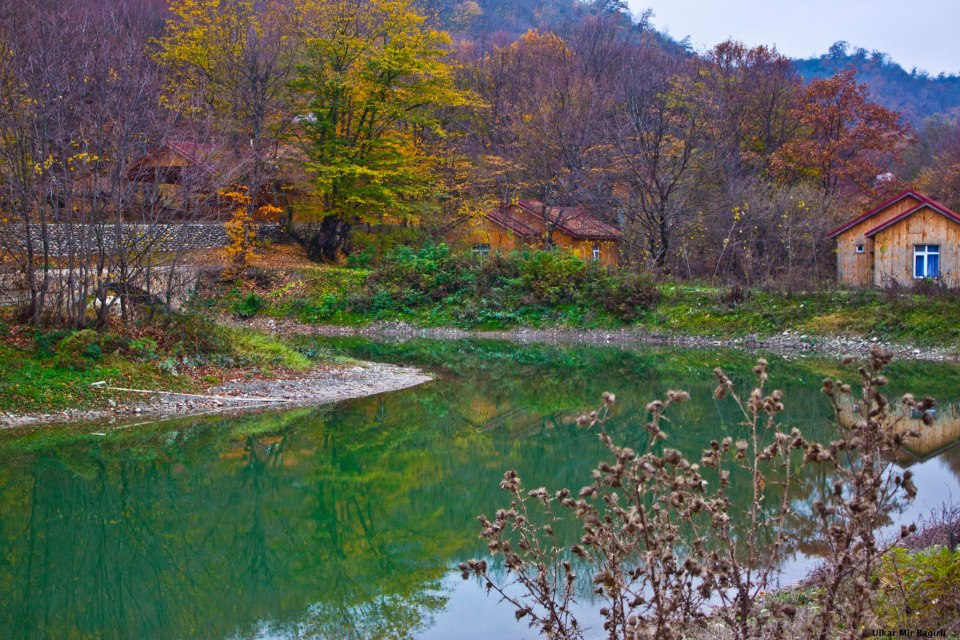
Кусары

Гусарский район расположен вблизи морских водных путей, рядом с Каспийским морем (15 км). Расстояние до Чёрного моря — 550 км.
Площадь района составляет 1 542 км² (1,7 % площади Азербайджана). Протяженность района с запада на восток — 84 км, с севера на юг — 35 км.
Крайние точки района:
- На севере — Судур оба
- На юге — Туфандаг
- На востоке — Кузун кышлак
- На западе — вершина Базардюзю

Длина границ района — 255 км. Протяжённость границ района в километрах:
1. Дагестанская республика (с Ахтынским, Докузпаринским и Магарамкентским районами) — 95 км.
2. Габалинский район — 25 км
3. Губинский район — 70 км
4. Хачмазский район — 65 км

Действуют водные каналы Зейхур, Самур-Абшерон, Джагар-Джибир, Ханарх. Протекают реки Самур и Кусарчай. Действуют артезианские скважины.

### Климат
Средняя температура воздуха по месяцам:
В равнинной части: январь +1 −2; июль +23 +25°С (7 % территории)
В предгорной части: январь −2 −6; июль +18 +22°С (22 % территории)
В горной части: январь −6 −13; июль +10 +18°С (42 % территории)
В высокогорной части: январь ниже −13; июль ниже +10°С (29 % территории)
Средняя температура января и июля соответственно в различных точках Кусаров:
- город Кусары (680 м.) −2 +22,8°С
- село Лаза (1 690 м.) −8 +17.0°С
- гора Шахдаг (4 243 м.) −24 +1.7°С

## Население
На 1 января 2024 года население района составляет 102 336 чел. Из них 51 908 мужчин (50,7 %), 50 428 женщин (49,3 %). 23 729 чел. — городское население (23,19 %), 78 607 чел. — сельское (76,81 %).
Плотность населения — 68 чел. на 1 км2.
На 2023 год в районе проживало 101 687чел.
На 1 января 2023 года 23,28 % населения проживало в городе (23 676 чел.), 76,72 — в селе (78 011 чел.).
На 2022 год 79 % населения (63,2 тыс. человек) проживало в сёлах.
| Год      | 2010 | 2015 | 2016 | 2017 | 2018 | 2019 |
| -------- | ---- | ---- | ---- | ---- | ---- | ---- |
| тыс. чел | 89,3 | 95,1 | 96,2 | 97,2 | 98,1 | 99,8 |

| Год      | 2020  | 2021  | 2022  | 2023  |
| -------- | ----- | ----- | ----- | ----- |
| тыс. чел | 100,4 | 100,9 | 101,7 | 102,3 |

| Демография района (тыс. чел)    | Демография района (тыс. чел) | Демография района (тыс. чел) | Демография района (тыс. чел) | Демография района (тыс. чел) | Демография района (тыс. чел) | Демография района (тыс. чел) |
|                                 | 2010                         | 2015                         | 2016                         | 2017                         | 2018                         | 2019                         |
| ------------------------------- | ---------------------------- | ---------------------------- | ---------------------------- | ---------------------------- | ---------------------------- | ---------------------------- |
| Численность                     | 89,3                         | 95,1                         | 96,2                         | 97,2                         | 98,1                         | 99,8                         |
| Рост                            | 972                          | 1128                         | 1031                         | 910                          | 784                          | 935                          |
| Естественное движение населения |                              |                              |                              |                              |                              |                              |
| Родилось                        | ↘1706                        | ↗1808                        | ↘1644                        | ↘1583                        | ↘1391                        | ↗1465                        |
| Умерло                          | 734                          | 680                          | 613                          | 673                          | 607                          | 630                          |
| Также                           |                              |                              |                              |                              |                              |                              |
| Браки                           | ↘887                         | ↘622                         | ↗655                         | ↘599                         | ↘594                         | ↘525                         |
| Разводы                         | ↘112                         | 112                          | ↘121                         | ↘144                         | ↗138                         | ↘156                         |

| Национальный состав района | Национальный состав района | Национальный состав района |
| год                        | 1999                       | 2009                       |
| -------------------------- | -------------------------- | -------------------------- |
| лезгины                    | ↗73 278 (90,67 %)          | ↗79 629 (90,63 %)          |
| азербайджанцы              | ↗7 162 (8,86 %)            | ↗7 956 (9,06 %)            |
| турки                      | ↗82 (0,10 %)               | ↗102 (0,12 %)              |
| русские/ украинцы          | ↘189 (0,23 %)              | ↘87 (0,10 %)               |
| другие                     | ↘63 (0,07 %)               | ↘37 (0,01 %)               |
| все                        | ↗80 816 (100 %)            | ↗87 857 (100 %)            |

К району относятся 92 населённых пункта, в большинстве которых проживают лезгины.
В 7 сёлах — Суваджал, Хурай и Юхары Легяр, Хасанкала, Балагусар, Бедиркала, Легер-кишлак преобладают азербайджанцы, также по данным конца XIX века, в сёлах Суваджал, Хурай и Юхары Легяр фиксировались и лезгины.

## Экономика
Район входит в Губа-Хачмазский экономический район.
Основная сфера деятельности — сельское хозяйство. Количество пригодных для возделываемых земель — 81 460 гектар. Из них 34 403 гектар (42,2 %) занято под посевы. Площадь полива земель — 29 398 гектар. В районе производятся пшеница, ячмень, кукуруза, фасоль, картофель. яблоки, груши, орех, помидоры, капуста. 5 000 гектар выделено под фруктовые сады. Из них 68 % — яблоневые сады.
Действует садоводческий и холодильно-складской комплекс ООО «Исмикханлы». Комплексом на территории 330 гектар заложены сады. На 230 гектарах создан яблоневый сад, на  35 гектарах высажены грушевые сады, на 26 гектара — персиковые, 21 гектар — нектариновые. На 18 гектарах — вишневые деревья. Продукция реализуется как в Азербайджане, так и экспортируется в Катар, ОАЭ, Россию. Инвестиционная стоимость комплекса — 18 млн манат.
Холодильно-складской комплекс ООО «Исмикханлы» создан в октябре 2023 года. Вместимость холодильного склада для хранения фруктов — 8700 тонн. На складе размещены 29 холодильных камер вместимостью 300 тонн каждая.
| Год            | 2015   | 2018   | 2019   | 2020     | 2021     | 2022     | 2023     |
| -------------- | ------ | ------ | ------ | -------- | -------- | -------- | -------- |
| Зерно          | 28 943 | 24 577 | 26 619 | 24 309   | 23 431   | 23 668   | 24 212   |
| Из них пшеница | 18 132 | 17 514 | 18 444 | 15 957   | 15 153   | 15 120   | 16 008   |
| Картофель      | 1 990  | 2 343  | 2 346  | 2 357    | 2 194    | 2 174    | 2 077    |
| Овощи          | 1 160  | 1 327  | 1 330  | 1 363    | 1 444    | 1 468    | 1 595,2  |
| Сады           | 7 406  | 10 956 | 11 437 | 11 906,2 | 12 412,5 | 13 116,2 | 13 863,5 |

| Год            | 2015   | 2018   | 2019   | 2020     | 2021     | 2022     | 2023     |
| -------------- | ------ | ------ | ------ | -------- | -------- | -------- | -------- |
| Зерно          | 60 863 | 53 373 | 73 734 | 64 603,3 | 73 179,9 | 76 488,9 | 72 642,3 |
| Из них пшеница | 36 790 | 38 209 | 51 309 | 44 679,6 | 49 247,2 | 49 744,8 | 48 504   |
| Картофель      | 25 538 | 30 507 | 30 763 | 30 878   | 32 824   | 32 544,8 | 31 363,9 |
| Овощи          | 18 915 | 21 837 | 22 142 | 22 751,7 | 23 465,6 | 24 785,7 | 26 477,7 |
| Сады           | 23 645 | 34 465 | 38 289 | 43 433,7 | 54 944,3 | 53 940,2 | 57 016,6 |

| Год        | 2015  | 2018   | 2019   | 2020   | 2021   | 2022   | 2023   |
| ---------- | ----- | ------ | ------ | ------ | ------ | ------ | ------ |
| Количество | 4 204 | 11 673 | 12 358 | 12 376 | 12 836 | 12 628 | 12 210 |

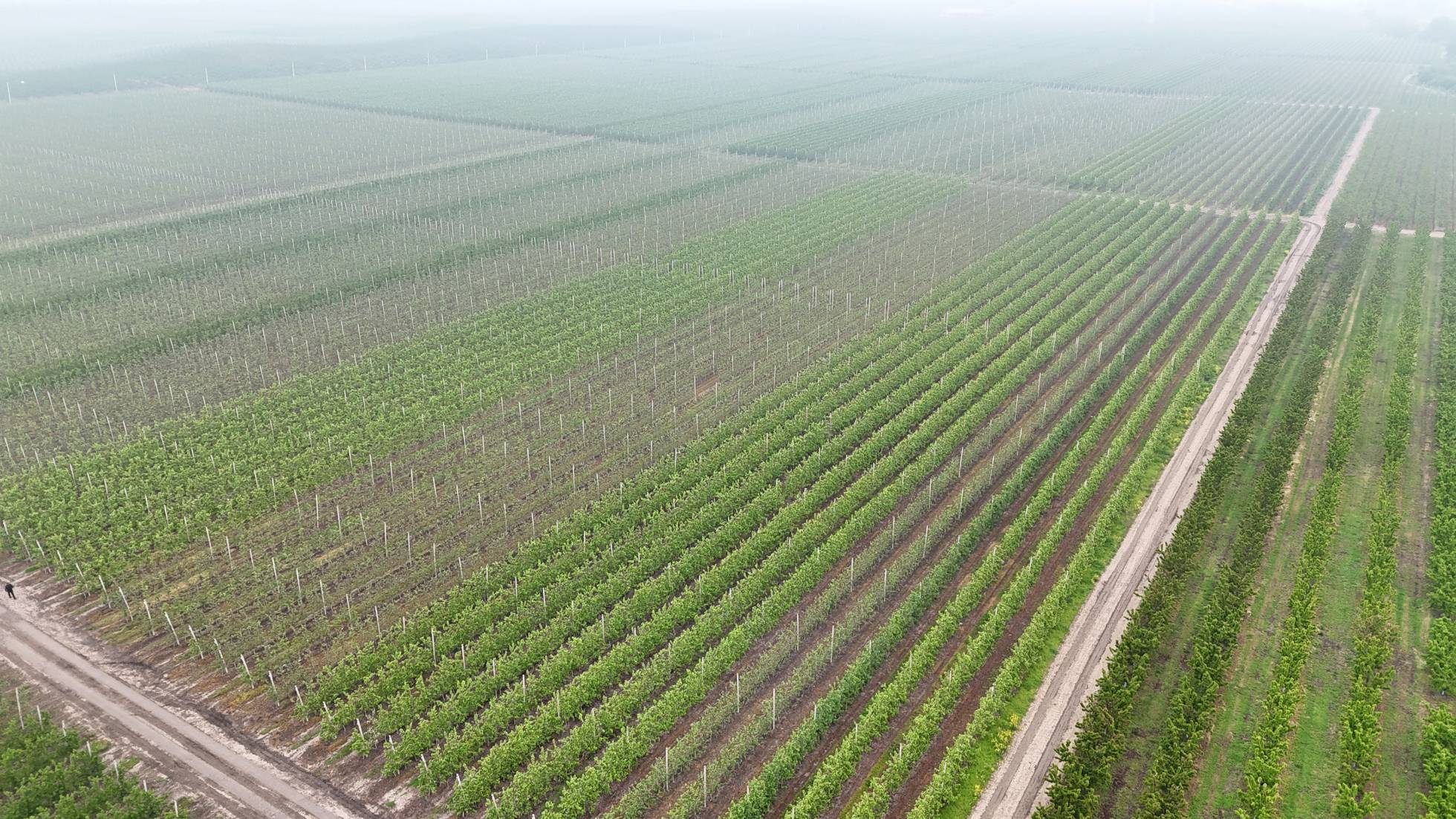
Садоводческий комплекс Исмикханлы
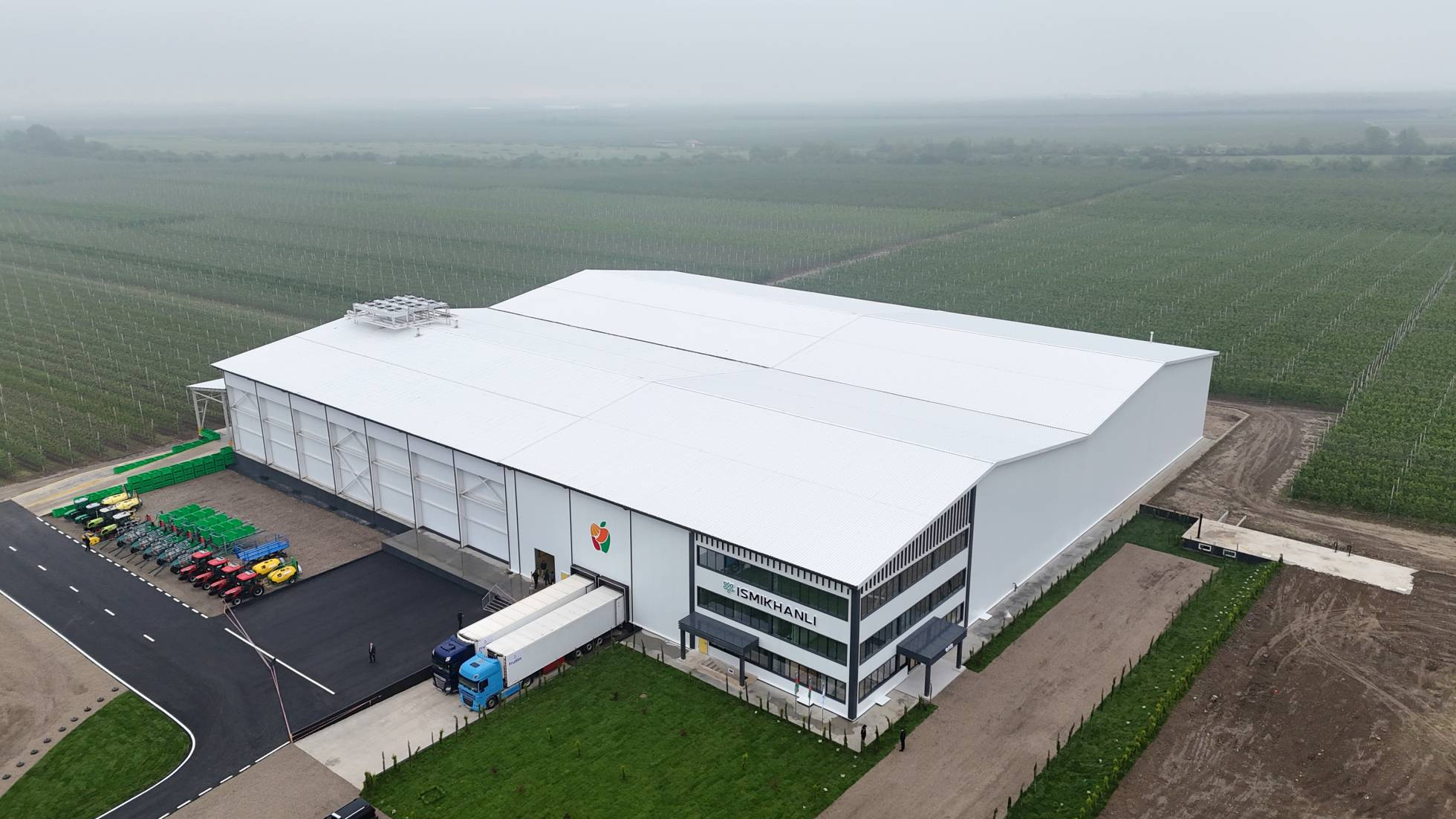
Садоводческий комплекс Исмикханлы

## Здравоохранение
В районе действуют 2 больницы на 190 коек, 23 поликлиники. Работают 156 врачей, 442 средних медицинских работника.

## Образование
На 1 января 2024 года действуют 86 общеобразовательных школ, 45 библиотек на 261 700 книг.
| Год | 2015   | 2020   | 2021   | 2022   | 2023   |
| --- | ------ | ------ | ------ | ------ | ------ |
| чел | 14 133 | 15 734 | 15 886 | 15 671 | 15 429 |

## Инфраструктура
В районе действуют 3 музея, 5 парков.
Потребление воды в 2022 году составило 71,4 млн м3, потребление газа — 32 721,4 млн м3.
| Год                  | 2015    | 2020    | 2021    | 2022    | 2023    |
| -------------------- | ------- | ------- | ------- | ------- | ------- |
| Количество (тыс. м2) | 2 088,4 | 2 180,5 | 2 193,4 | 2 871,4 | 2 883,5 |

| Год            | 2015   | 2018   | 2019   | 2020   | 2021   | 2022   | 2023   |
| -------------- | ------ | ------ | ------ | ------ | ------ | ------ | ------ |
| Количество, м2 | 24 972 | 17 298 | 21 202 | 13 020 | 12 922 | 12 262 | 11 988 |

## Спорт
В районе есть футбольный стадион, несколько спортивных сооружений (например Бойцовский клуб «Кавказ», «Гусар» и др.), олимпийский комплекс, школьные залы, тир, шахматная школа.
С 2023 года проводится Шахдагский фестиваль бега. В 2023 году в фестивале приняли участие 200 чел., в 2024 — 500.

## Административное устройство
В Гусарском районе 29 муниципальных образований, в том числе 1 городское поселение и 92 сельских поселений.
| Муниципалитет                       | Сёла                                                                                |
| ----------------------------------- | ----------------------------------------------------------------------------------- |
| Гусарский муниципалитет             | Гусар (город) город, Каякент                                                        |
| Ашагы Лакарский муниципалитет"      | Ашагы Легер                                                                         |
| Аваранский муниципалитет"           | Аваран, Хурел                                                                       |
| Балагусарский муниципалитет"        | Балагусар, Бидир-кала, Хасан-кала, Цуру-Худат Газмалар                              |
| Юхары Калунхурский муниципалитет    | Юхары Калунхур, Юхары Тхиржал, Цехул                                                |
| Юхары Зейхурский муниципалитет      | Юхары Зейхур                                                                        |
| Вурвинский муниципалитет"           | Вурвар, Вурвар-оба, Чилегир                                                         |
| Гадазейхурский муниципалитет        | Гада-Зейхур                                                                         |
| Гундузкалинский муниципалитет"      | Гундузкала, Птишхур                                                                 |
| Гильский муниципалитет              | Гил                                                                                 |
| Кузунский муниципалитет"            | Кузун, Зиндан-Мурух, Лацар, Чакар, Четкун                                           |
| Кузун-кишлагский муниципалитет      | Кузун кишлаг, Атлыхан, Аваран кишлаг, Зиндан-мурух кишлаг, Чакар кишлаг             |
| Калажухский муниципалитет"          | Калажух, Лангу, Минехур, Михраг                                                     |
| Килехобинский муниципалитет"        | Килех-оба, Хачатала, Нижхур-оба                                                     |
| Кухуробинский муниципалитет"        | Кухур-оба, Хил-оба, Кчан-оба, Лакар кишлаг, Унуг-оба, Чубуклу, Хулух-оба, Ясаб-оба  |
| Манкудхурский муниципалитет         | Манкудхур, Ашагы Манкудхур, Мучух-оба, Судур-оба                                    |
| Мучухский муниципалитет"            | Мучух, Курхур                                                                       |
| Пиралский муниципалитет"            | Пирал, Чпир                                                                         |
| Самурский муниципалитет             | Самур, Новый Тхиржал                                                                |
| Судурский муниципалитет"            | Судур, Арчан, Гюне, Генервац, Илих, Кутурган, Кухур, Такар, Синай, Селибур, Яргикек |
| Тхирский муниципалитет"             | Тхир, Гиджан                                                                        |
| Унугский муниципалитет"             | Аных                                                                                |
| Хулухский муниципалитет"            | Хулух, Ашагы Калунхур, Килех Нижхур                                                 |
| Хурайский муниципалитет"            | Хурай, Юхары Лакар, Суваджал                                                        |
| Кёгна-Худатский муниципалитет       | Кёгна-Худат, Эвежух                                                                 |
| Ширванлинский муниципалитет         | Ширванлы, Карат-оба, Куф-оба, Лукар, Салах-оба, Тупрахкепри, Эзде-оба, Зухул-оба    |
| Аджахурский муниципалитет           | Аджахур, Аджахур-оба, Большой Мурух                                                 |
| Яргунский(Хазринский) муниципалитет | Хазра(Яргун), Леджет, Киригар, Яргун-оба                                            |
| Ясабский муниципалитет"             | Ясаб                                                                                |

## Главы
Первые секретари районного комитета партии
- Алисултан Гулиев[азерб.] (1937—1938)
- Хатам Ахмедов[азерб.]
- Баламет Баламетов (1942—1947)
- Абдулла Ордуханов
- Муслим Муртузаев (1954—1956, 1958—1963, 1965—1970)
- Султангамид Гаджибалаев[азерб.] (1970—1987)
- Рамазан Бадиров (1987—1990)
- Ася Манафова (1990—1991)

С 1991
- Ася Манафова (1991)
- Низами Сулейманов (? — 3 сентября 1992)[32]
- Зейнеддин Челебов (3 сентября 1992 — 14 августа 1993)[32][33]
- Икрам Амиров (16 августа 1993 — 24 мая 2004)[34][35]
- Зохраб Пиримов (24 мая 2004 — 18 декабря 2007)[36][37]
- Шаир Алхасов[азерб.] (18 декабря 2007 — 31 мая 2024)[38][39]
- Сахир Мамедханов (с 8 июля 2024)[40]

## Достопримечательности
- Мечеть Мустафа Каздал
- Гильская мечеть
- Парк имени Гейдара Алиева
- Гусар Парк
- Парк имени Наримана Нариманова
- Государственный Лезгинский драматический театр
- Дом Лермонтова
- Историко-краеведческий музей, основанный в 1982 году. В музее 3000 экспонатов.
- Мавзолей Шейха Джунейда в селении Яргун (Хазра)[41].
- Развалины древней крепости Яргу в Яргуне (Хазры)
- Комплекс Сувар
- Горнолыжный курорт Шахдаг

## Местные СМИ
Издаются газеты "КцIар" и "Самур".

## Известные уроженцы
- Родившиеся в Гусарском районе